# Theophilus Thompson

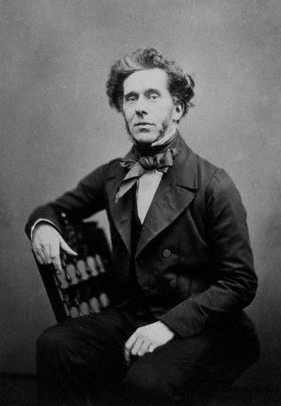
Thompson in 1855

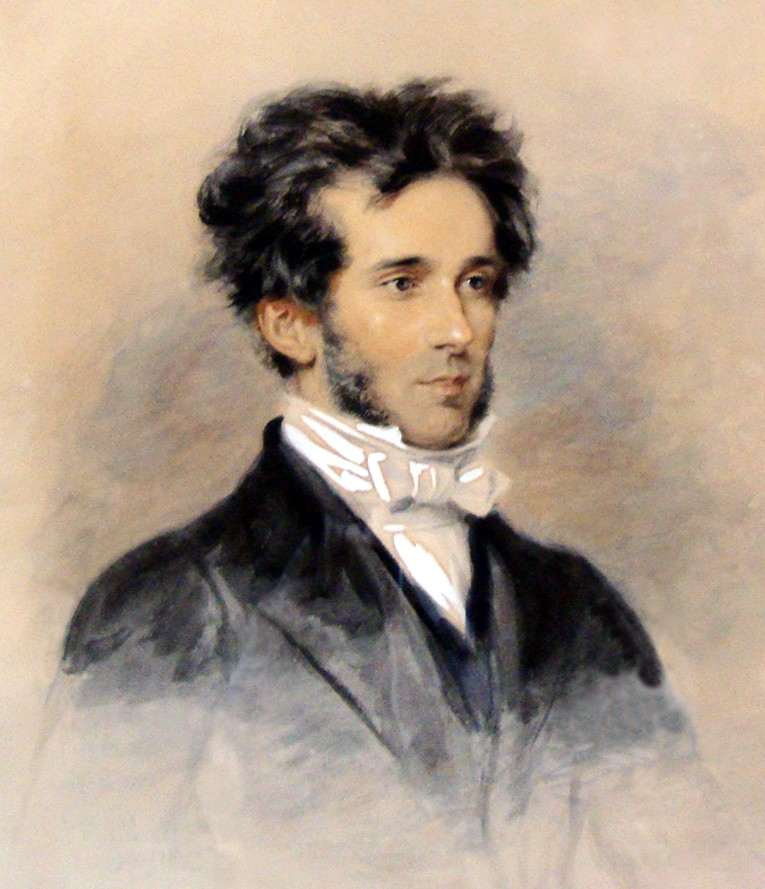
Theophilus Thompson aquarel

Theophilus Thompson (Islington, 20 september 1807 - 11 augustus 1860) was een Brits arts. Hij was een van de eersten die een inventaris met systematische beschrijvingen bijhield van de epidemies in de 19e eeuw.
Hij verwierf faam met zijn wetenschappelijke publicaties over griep en tuberculose.